# Olivier ter Horst
Olivier ter Horst (Nimega, Países Bajos, 6 de abril de 1989) es un futbolista neerlandés. Juega de defensor y su equipo actual es el Heracles Almelo de la Eredivisie de los Países Bajos. 

## Trayectoria
Ter Horst se formó en las filas del PSV Eindhoven, pero no llegó a debutar en el primer equipo, y en 2009 fue transferido al Heracles Almelo, donde actualmente milita.

## Selección nacional
Ha sido internacional con la Selección de fútbol de los Países Bajos sub-21 desde 2009 en seis ocasiones.

## Clubes
| Club            | País         | Año   |
| --------------- | ------------ | ----- |
| Heracles Almelo | Países Bajos | 2009- |